# Sansan
Sansan ist eine französische Gemeinde mit 100 Einwohnern (Stand 1. Januar 2022) im Arrondissement Mirande, im Département Gers und in der Region Okzitanien.

## Geographie
Die 3,71 km² große Gemeinde liegt am Gers. Die Nachbargemeinden sind Orbessan, Traversères, Ornézan und Durban. Die größte Stadt in der Nähe ist Auch, die sich 13 Kilometer nordwestlich von Sansan befindet.

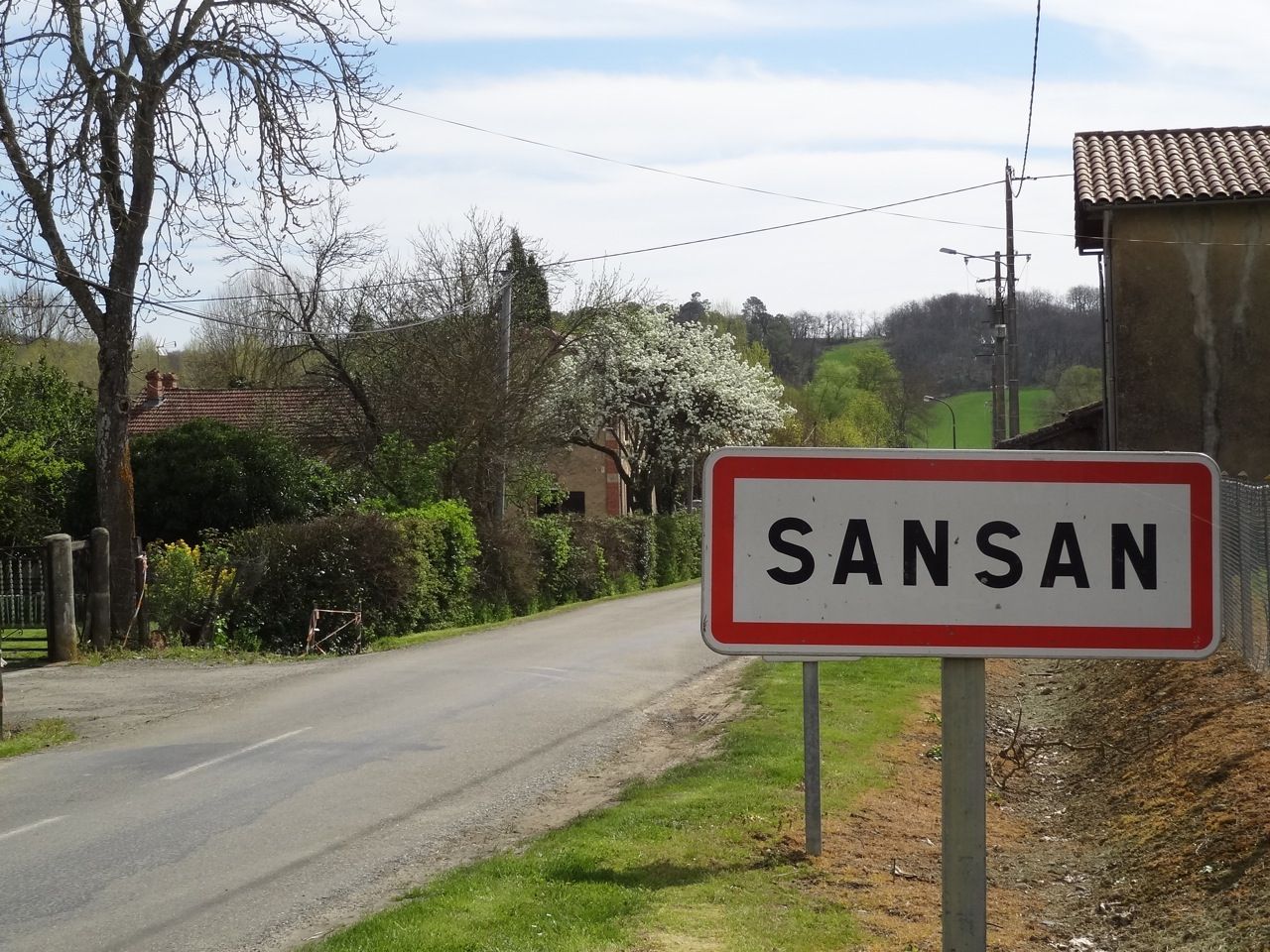
Ortseingang
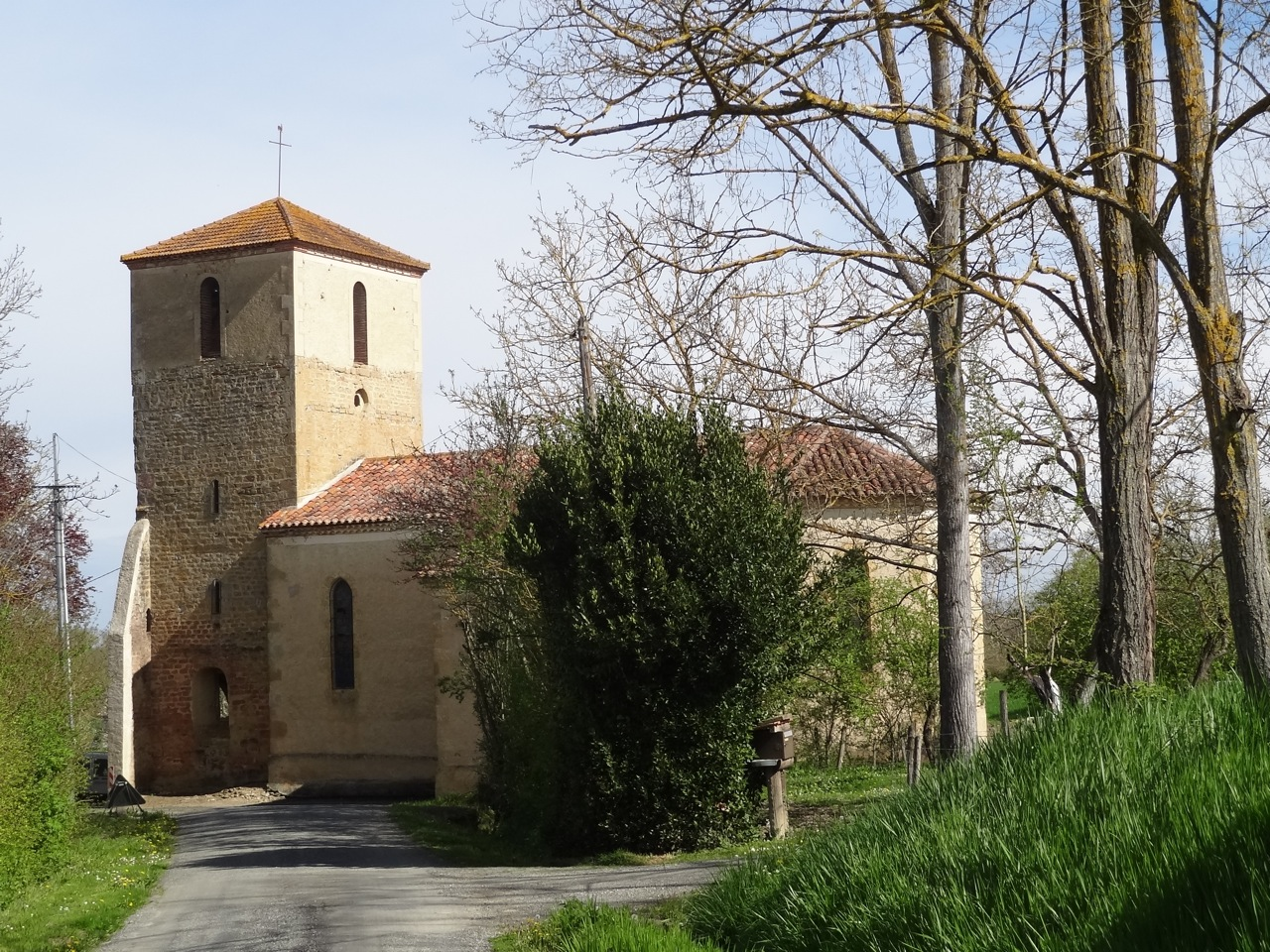
Kirche Saint-Michel

## Demographie
| 1962 | 1968 | 1975 | 1982 | 1990 | 1999 | 2006 | 2008 | 2009 | 2019 |
| ---- | ---- | ---- | ---- | ---- | ---- | ---- | ---- | ---- | ---- |
| 87   | 90   | 81   | 98   | 108  | 89   | 92   | 93   | 95   | 100  |

## Fossillagerstätte Sansan

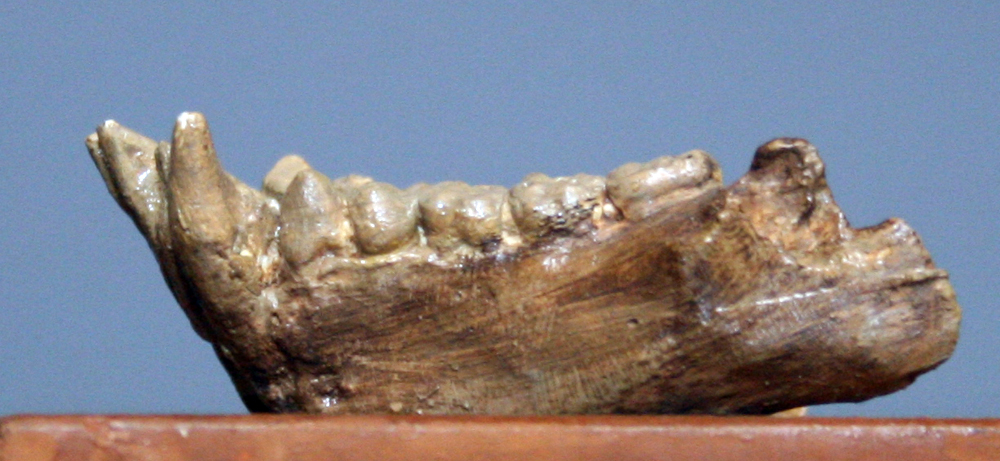
Der Kiefer des Primaten Pliopithecus antiquus wurde 1837 in den fossilen Ablagerungen bei Sansan entdeckt

Bekannt ist Sansan vor allem durch seine Fossillagerstätte geworden, in der Édouard Armand Lartet 1837 den Kiefer von Pliopithecus antiquus aus dem Miozän entdeckt hatte. Durch diesen Fund wurde zum ersten Mal der Nachweis erbracht, dass in Mitteleuropa Primaten gelebt haben. Ein Großteil der in der Folgezeit zu Tage geförderten Fossilien von Rüsseltieren (darunter Trilophodon), Nashörnern, Raubtieren, Vögeln (darunter Colius palustris und Miocorvus larteti), Reptilien und Weichtieren stammt ebenfalls aus den Mergelgesteinsablagerungen des Miozäns. Lartet schrieb 1851 ein Buch über die fossile Wirbeltierfauna von Sansan.